# Medelpad
Medelpad (câteodată cunoscută ca Medelpadia) este o provincie a Suediei.